# Molson Indy Vancouver 1996
Molson Indy Vancouver 1996 var ett race som kördes den 1 september på Vancouvers stadsbana. Det var den femtonde deltävlingen i CART World Series säsongen 1996. Michael Andretti tog sin femte seger för säsongen, vilket gjorde att han höll sig kvar i kampen om mästerskapet ända till det sista racet, då ledaren Jimmy Vasser inte lyckades säkra titeln med en sjundeplats. 

## Slutresultat
| Plats | Förare                | Team                     | Grid | Kvaltid |
| ----- | --------------------- | ------------------------ | ---- | ------- |
| 1     | Michael Andretti      | Newman/Haas Racing       | 2    | 54.483  |
| 2     | Bobby Rahal           | Team Rahal               | 3    | 54.477  |
| 3     | Christian Fittipaldi  | Newman/Haas Racing       | 14   | 55,016  |
| 4     | Gil de Ferran         | Jim Hall Racing          | 10   | 54.774  |
| 5     | Al Unser Jr.          | Marlboro Team Penske     | 7    | 54.683  |
| 6     | Bryan Herta           | Team Rahal               | 4    | 54.578  |
| 7     | Jimmy Vasser          | Chip Ganassi Racing      | 5    | 54.617  |
| 8     | Adrián Fernández      | Tasman Motorsports       | 11   | 54.829  |
| 9     | Scott Goodyear        | Walker Racing            | 23   | 54.685  |
| 10    | Robby Gordon          | Walker Racing            | 15   | 55.089  |
| 11    | Parker Johnstone      | Comptech Racing          | 18   | 55.344  |
| 12    | Mark Blundell         | PacWest Racing           | 17   | 55,267  |
| 13    | P.J. Jones            | All American Racing      | 25   | 57.128  |
| 14    | Davy Jones            | Galles Racing            | 22   | 56.431  |
| 15    | Hiro Matsushita       | Payton/Coyne Racing      | 27   | 59.874  |
| 16    | Michel Jourdain Jr.   | Dick Simon Racing        | 24   | 57.118  |
| 17    | Stefan Johansson      | Bettenhausen Motorsports | 21   | 55.877  |
| 18    | Paul Tracy            | Marlboro Team Penske     | 6    | 54.620  |
| 19    | Juan Manuel Fangio II | All American Racing      | 20   | 55.807  |
| 20    | Scott Pruett          | Patrick Racing           | 12   | 54.854  |
| 21    | André Ribeiro         | Tasman Motorsports       | 8    | 54.750  |
| 22    | Jan Magnussen         | Marlboro Team Penske     | 19   | 55.477  |
| 23    | Raul Boesel           | Brahma Sports Team       | 16   | 55.178  |
| 24    | Maurício Gugelmin     | PacWest Racing           | 9    | 54.762  |
| 25    | Greg Moore            | Forsythe Racing          | 13   | 54.961  |
| 26    | Alex Zanardi          | Chip Ganassi Racing      | 1    | 53.980  |
| 27    | Roberto Moreno        | Payton/Coyne Racing      | 26   | 57.726  |